# Iraq al Amir

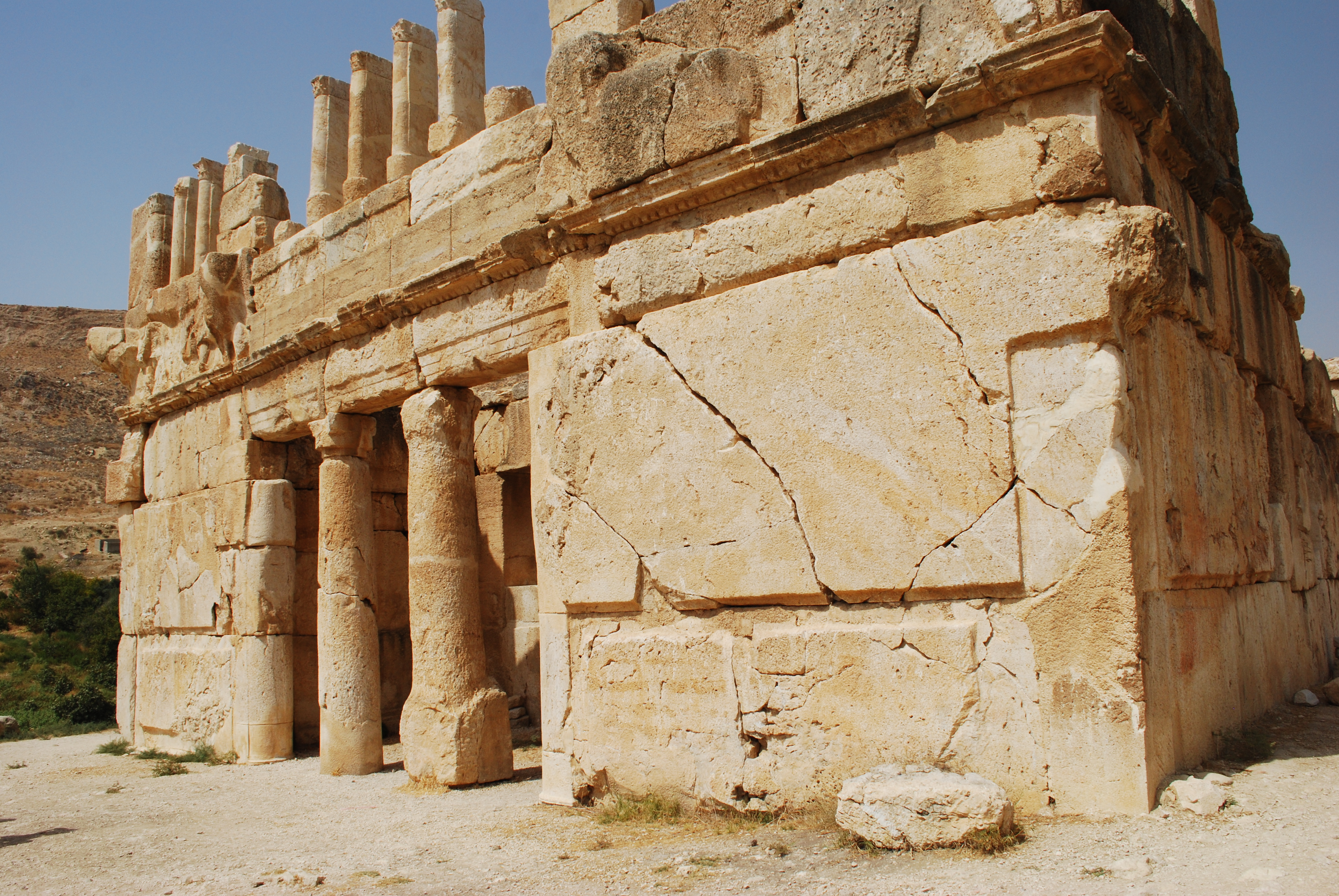
Castell dIraq al Amir

Iraq al-Amir o Araq el-Amir (àrab:عراق الأمير - literalment, "Coves del Príncep") és el nom que comparteixen una ciutat i unes coves properes, dins del municipi d'Amman a la vall del Jordà. Situat a uns 15 km al sud-oest de la ciutat de Wadi as-Seer, té una població d'unes 6000 persones, la majoria membres de la tribu Abbadi. Es troba en turons d'altitud alta i mitjana, en una zona amb moltes fonts i famosa per les seves oliveres i altres arbres forestals.
Hi ha moltes coves als turons que van ser habitats durant l'edat del coure. També hi ha restes arquitectòniques romanes notables. Es tracta d'una gran església rupestre –tancada a causa de les excavacions en curs–, i una segona església construïda a l'exterior just davant. L'entrada de la cova es pot identificar per una façana decorada amb un frontó amb creus. El lloc s'anomena Mugharat al-Kaniseh (Cova de l'Església) per la comunitat local.
A uns 500 metres al sud de la ciutat s'alça un jaciment arqueològic conegut com Al-Iraq, dominat per un palau d'època hel·lenística parcialment restaurat conegut com Qasr al-Abd, que es data de finals del segle II aC. La majoria dels estudiosos coincideixen que Qasr al-Abd va ser construït pels Tobiades, una notable família jueva del període del Segon Temple. Aquesta identificació es basa en una inscripció hebrea trobada en una cova funerària propera que esmenta el nom "Tobiah".
Iraq Al-Amir és una parada al sender de Jordània. És un viatge secundari de la Regió 3, Salt a Wadi Zarqa (84,4 km). És el 22,3 km de Salt o 15,2 km de Fuheis. Des de l'Iraq Al-Amir, el camí fa el seu camí fins a Husban (19.5 km de distància).